# Paroząb tufowy
Paroząb tufowy (Didymodon tophaceus (Brid.) Lisa) – gatunek mchu należący do rodziny płoniwowatych (Pottiaceae Schimp.). Występuje na półkuli północnej i południowej, na skałach lub glebie w lasach i w pobliżu cieków wodnych.

## Rozmieszczenie geograficzne
Występuje w Ameryce Północnej (Kanada, Stany Zjednoczone, Meksyk), Europie, Ameryce Południowej, Afryce, na wyspach Oceanu Atlantyckiego, wyspie Lord Howe, oraz w Azji (Chiny, Japonia, Indie, Pakistan, rosyjska Syberia).
W Polsce podawany m.in. z województwa śląskiego.

## Morfologia
GametofitRośliny formują maty lub kępy, są zielone do oliwkowozielonych lub jasnobrązowych. Zarówno łodyżki jak i listki tego gatunku mchu osiągają różne rozmiary w zależności od warunków siedliskowych. Łodyżki wyprostowane, często rozgałęzione, często wysokości do 1,5 cm, ale czasem dorastające do 3–5 lub 6 cm. Listki łodygowe zazwyczaj długości 2 mm, szerokości do 1 mm, słabo rozpostarte lub rzadziej stulone, delikatnie skręcone i falowane w stanie suchym, rozpostarte gdy wilgotne, owalne do podłużnie eliptycznych, sporadycznie owalnie lancetowate, często zbiegające na łodyżce. Blaszki całobrzegie, brzegi odgięte do 3/4 długości, wierzchołek szeroko zaostrzony, tępy lub zaokrąglony. Żebro kończy się w wierzchołku listka lub 1–6 komórek przed wierzchołkiem.
SporofitSeta rudobrązowa, długości 0,7–1,2 cm. Puszka zarodni długości 0,6–1,5 mm. Zęby perystomu nieobecne, śladowe lub krótkie (do 220 µm), w liczbie 16. Zarodniki o średnicy 12–14 µm, rzadko do 20 µm.
Gatunki podobneParoząb śniady D. luridus również może mieć listki o zaokrąglonych wierzchołkach, ale o blaszkach stopniowo zwężających się trójkątnie, które w stanie suchym przylegają do łodyżek. Paroząb mylny D. fallax ma mniej zaokrąglone wierzchołki listków. Pseudocrossidium revolutum ma listki o podobnych wierzchołkach, ale o szeroko zawiniętych brzegach. Nagosz rdzawy Gymnostomum aeruginosum ma krótsze (ok. 1,75 mm długości) listki z węższym wierzchołkiem. Nagosz wapienny Gymnostomum calcareum ma listki krótsze niż 1 mm i typowo jest koloru jasnozielonego. Scopelophila cataractae ma listki rynienkowate z kilem, zwężające się od podstawy do ostrego wierzchołka.

## Biologia i ekologia
Zarodniki dojrzewają od zimy do wiosny.
Mech z reguły nizinny, występuje na wysokościach 0–2000 m n.p.m.. Rośnie na skałach lub glebie. Porasta klify, skały w lasach i w pobliżu cieków wodnych, gliniaste brzegi jezior i rzek nizinnych, okolice wodospadów i inne tereny wilgotne. Preferuje podłoża bazujące na wapieniu, łupku wapiennym, dolomicie i wilgotnej glinie. Spotykany także na wilgotnych murach oporowych, płytkiej glebie wzdłuż dróg i ścieżek oraz w dołach i kamieniołomach.

## Systematyka i nazewnictwo
Synonimy: Barbula pringlei Cardot, Barbula tophacea (Brid.) Mitt., Barbula wildii Broth., Dactylhymenium pringlei Cardot, Desmatodon hendersonii (Renauld & Cardot) R.S. Williams, Didymodon bosniacus Glow., Didymodon ceratodonteus (Müll. Hal.) Dixon, Didymodon diversifolius Austin, Didymodon hendersonii Renauld & Cardot, Didymodon ligulifolius G. Roth, Didymodon planotophaceus J. Froehl., Gymnostomum ceratodonteum (Müll. Hal.) Paris, Gymnostomum platyphyllum Kindb., Husnotiella pringlei (Cardot) Grout, Hymenostylium platyphyllum (Kindb.) Broth., Pottia ceratodontea Müll. Hal., Trichostomum limosum Dozy & Molk., Trichostomum tophaceum Brid., Weissia amblyphylla J.E. Zetterst.
Odmiany:
- Didymodon tophaceus var. elatus (Boulay) Baur
- Didymodon tophaceus var. excurrens (Broth.) Wijk & Margad.
- Didymodon tophaceus var. laxus (Kindb.) Paris
- Didymodon tophaceus var. linearis (Dicks. ex With.) Limpr.

## Zagrożenia
Gatunek został wpisany na czerwoną listę mchów województwa śląskiego z kategorią zagrożenia „LC” (najmniejszej troski, stan na 2011 r.). Tę samą kategorię otrzymał Czechach w 2005 r. W 2001 r. na Słowacji nadano mu kategorię „NT” (bliski zagrożenia).